# I Don't Break Easy
I Don't Break Easy is het 12e studioalbum van René Froger. Het album kwam op 30 september 1999 uit.

## Geschiedenis
Op het album staan twee singles. Het album is in tweeën opgenomen. Track 1, 2, 3, 5, 6, 8, 10 en 11 zijn opgenomen in PHDL / Dreamhouse Studio's London en de producers zijn Graham Stack en Brian Rawling. Track 4, 7 en 12 zijn opgenomen in Passion Tracks Miami en Bullet Sound Studio Holland en de producers zijn John van Katwijk en Bas van den Heuvel, de vaste producers van Froger. Het album heeft de status platina.

## Tracklist
1. I can't stop myself
2. Somebody else's dream
3. Crazy way about you
4. Blue eyes blue (van de film Runaway Bride)
5. I don't break easy
6. Learn to love (All over again)
7. Confess
8. Best of my love
9. Heavenly
10. Celebrate
11. My heart is alway open
12. I'm taking you home girl

## Hitnotering

### Nederland

#### I Don't Break Easy (album)
| Positie: | 20 | 12 | 16 | 26 | 37 | 53 | 70 | 75 | 86 | 89 | 98 | 97 | 99 | uit |

#### Crazy Way About (single)
| Positie: | 88 | 46 | 28 | 12 | 9 | 13 | 18 | 19 | 22 | 25 | 36 | 45 | 57 | 66 | 88 | uit |

#### I Can't Stop Myself (single)
| Positie: | 83 | 50 | 49 | 62 | 70 | 74 | 89 | 97 | uit |

#### Somebody Else's Dream (single)
| Positie: | 97 | 95 | 98 | 97 | uit |